# 伊藤宗印 (8代)
八代伊藤宗印（はちだいいとうそういん、1826年（文政9年7月） - 1893年（明治26年）1月6日）は、江戸時代の将棋指し。十一世名人。将棋三家の一家伊藤家当主。最後の家元出身の名人である。
実子に伊藤印嘉（早世）。弟子に小菅剣之助名誉名人、関根金次郎十三世名人がいる。

## 家元制崩壊
江戸幕府が衰退していくにつれて、家元三家に対する支援も次第に減少していった。これにより将棋も道連れのように衰退の道を辿り、名人位不在の期間が長らく続くほどの後継者不足にも陥ってしまった。
八代宗印は初名は上野房次郎といい、大橋本家の十一代大橋宗桂の弟子の一人であったが、後に伊藤家の養子となり伊藤宗印を名乗るようになる。1859年に兄弟子である天野宗歩が死去すると、次期名人候補として期待を集めるようになった。
明治維新の頃には、家元制度は家禄を失い有名無実と化してしまった。八代宗印は高齢の十一代宗桂に代わって将棋界の中心となり、1869年（明治2年）には大橋分家の当主九代大橋宗与らと協力して将棋界の再興を図り「百番出版校合会」を呼びかけ、大矢東吉・小野五平ら各地の強豪の参加をとりつけ、将棋界の再興に着手した。しかし八代宗印と大矢・小野はその後昇段などの件をめぐり対立し、九代宗与の投獄事件などもあって将棋界は分裂状態になってしまう。
宗印の名人襲位にあたって、若手の有望株である松本竹次郎に角落ち（宗印が上手）で指し分け（五分）以上の成績ならば認めるという小野らとの妥協が成立した。1873年（明治6年）、1局目は敗れたが2局目で勝利し、ここで勝負は打ち切りとした。しかし、名人襲位の実現はさらに6年後になった。
1879年（明治12年）、35年ぶりに十一世名人を襲位した。しかし上方方面に支持基盤を得た小野五平との溝は埋まることはなかった。
1881年（明治14年）、『将棊新報』を刊行する。
1893年（明治26年）に死去。宗印が死去してから6年後に小野五平が十二世を襲位する事となり、江戸初期より続いてきた家元制名人位の制度が崩壊した。
駒落ち将棋に長け、「駒落ち名人」の異名もあったという。
実戦譜に小菅が編集した『将棋名家手合』がある。本法寺に墓誌がある。